# ギルデッドミラー
ギルデッドミラー（欧字名:Gilded Mirror、2017年2月19日 - ）は、日本の競走馬。2022年の武蔵野ステークスの勝ち馬である。
馬名の意味は、金色の鏡。本馬の血統より連想。

## 戦績

### 2歳・3歳（2019年・2020年）
2019年7月13日、中京競馬場5レースの2歳新馬戦（芝1600m）でデビューし勝利。
3歳シーズンは条件クラスで2勝目を挙げた後、4月18日に初の重賞挑戦でアーリントンカップに出走。優勝したタイセイビジョンには交わされたものの、2着に好走しNHKマイルカップの優先出走権を手にした。5月10日のNHKマイルカップ本番は好位から脚を伸ばし、ラウダシオンの3着に入った。7月19日の中京記念は重賞では初めて1番人気に支持されるが、直線で伸びきれず6着に敗北。10月18日の信越ステークスと12月12日のリゲルステークは共に二桁順位の惨敗に終わる。

### 4歳（2021年）
シーズン初戦の京都牝馬ステークスは逃げたイベリスは捉えきれなかったものの、0.4秒差の2着に好走。しかし4月10日の阪神牝馬ステークスと10月30日のスワンステークスは共に着外に沈んだ。12月18日のターコイズステークスは16頭中13番人気と評価を大きく落としていたが、中団から徐々に進出しミスニューヨークの3着に入った。

### 5歳（2022年）
2月19日の京都牝馬ステークスより始動し6着。4月2日のダービー卿チャレンジトロフィーは5着、5月14日の京王杯スプリングカップはゲート内で起き上がって大きく出遅れ、9着に敗れた。
京王杯スプリングカップの後、陣営はダート路線への転向を決断。ダート戦初出走となった8月21日のオープン・NST賞は直線外を伸びて先に抜け出したノンライセンスをゴール前で差し切り、ダート転向後初戦を約2年5か月ぶりの勝利で飾った。
11月12日、初のダート重賞挑戦で武蔵野ステークスに出走。道中は中団に控えて直線大外から鋭く追い込み、ゴール寸前でレモンポップをハナ差差し切り重賞初優勝を果たした。同レースを牝馬が制するのは、これが初めてである。

### 6歳（2023年）
1月23日の根岸ステークスで武蔵野ステークスに続く重賞2連勝を狙ったが、2着。中団から勝ち馬を上回る最速3F35秒0の末脚で追い上げたが、半馬身及ばなかった。鞍上の三浦皇成騎手は、「初めてのダートスタートで少し脚を滑らせた。追ってからの反応は素晴らしく、差し切れると思ったが、千四だと勝ち馬にもうひと脚使われた」「悔しいが、マイルになるのはいいし、前哨戦としてはいい内容だった」とコメントした。
次走はフェブラリーステークスを予定していたが、2月8日に繋靭帯炎、さらに軽度の第一指骨の剥離骨折が判明し、全治3か月であると診断され、登録を抹消することが馬主であるシルクホースクラブにより発表された。翌2月9日付で正式に競走馬登録を抹消。引退後は生まれ故郷のノーザンファームで繁殖牝馬となった。

## 競走成績
以下の内容は、netkeiba.comおよびJBISサーチに基づく。
| 競走日     | 競馬場 | 競走名              | 格   | 距離（馬場）  | 頭 数 | 枠 番 | 馬 番 | オッズ （人気） | 着順 | タイム （上り3F） | 着差 | 騎手          | 斤量 [kg] | 1着馬（2着馬）     | 馬体重 [kg] |
| ---------- | ------ | ------------------- | ---- | ------------- | ----- | ----- | ----- | --------------- | ---- | ----------------- | ---- | ------------- | --------- | ------------------ | ----------- |
| 2019.07.13 | 中京   | 2歳新馬             |      | 芝1600m（稍） | 11    | 7     | 9     | 002.00（1人）   | 01着 | R1:36.6（33.9）   | -0.0 | 0川田将雅     | 54        | （ステラドーロ）   | 472         |
| 0000.09.29 | 中山   | サフラン賞          | 1勝  | 芝1600m（良） | 9     | 2     | 2     | 002.50（1人）   | 03着 | R1:34.6（33.9）   | -0.3 | 0川田将雅     | 54        | マルターズディオサ | 472         |
| 0000.10.26 | 京都   | 萩S                 | L    | 芝1800m（稍） | 7     | 3     | 3     | 004.80（3人）   | 05着 | R1:51.4（34.9）   | -0.6 | 0A.シュタルケ | 54        | ヴェルトライゼンデ | 468         |
| 2020.02.16 | 京都   | こぶし賞            | 1勝  | 芝1600m（重） | 7     | 7     | 7     | 002.70（1人）   | 02着 | R1:38.9（35.6）   | -0.0 | 0福永祐一     | 54        | サトノインプレッサ | 470         |
| 0000.03.07 | 阪神   | 3歳1勝クラス        |      | 芝1400m（良） | 10    | 2     | 2     | 002.80（1人）   | 01着 | R1:20.6（33.9）   | -0.4 | 0福永祐一     | 54        | （グランレイ）     | 470         |
| 0000.04.18 | 阪神   | アーリントンC       | GIII | 芝1600m（稍） | 12    | 7     | 10    | 006.20（4人）   | 02着 | R1:34.6（36.8）   | -0.3 | 0岩田望来     | 54        | タイセイビジョン   | 468         |
| 0000.05.10 | 東京   | NHKマイルC          | GI   | 芝1600m（良） | 18    | 3     | 6     | 019.00（6人）   | 03着 | R1:32.8（34.2）   | -0.3 | 0福永祐一     | 55        | ラウダシオン       | 468         |
| 0000.07.19 | 阪神   | 中京記念            | GIII | 芝1600m（良） | 18    | 7     | 15    | 003.60（1人）   | 06着 | R1:33.0（35.3）   | -0.3 | 0北村友一     | 51        | メイケイダイハード | 478         |
| 0000.10.18 | 新潟   | 信越S               | L    | 芝1400m（良） | 16    | 7     | 14    | 003.50（1人）   | 12着 | R1:21.7（34.8）   | -0.8 | 0岩田望来     | 52        | ジャンダルム       | 470         |
| 0000.12.12 | 阪神   | リゲルS             | L    | 芝1600m（良） | 17    | 8     | 17    | 006.90（3人）   | 14着 | R1:34.0（34.1）   | -0.9 | 0福永祐一     | 53        | シュリ             | 474         |
| 2021.02.20 | 阪神   | 京都牝馬S           | GIII | 芝1400m（良） | 16    | 8     | 15    | 010.00（5人）   | 02着 | R1:20.3（33.9）   | -0.3 | 0福永祐一     | 54        | イベリス           | 478         |
| 0000.04.10 | 阪神   | 阪神牝馬S           | GII  | 芝1600m（良） | 12    | 2     | 2     | 008.70（5人）   | 07着 | R1:32.4（33.2）   | -0.4 | 0池添謙一     | 54        | デゼル             | 480         |
| 0000.06.26 | 札幌   | TVh賞               | OP   | 芝1200m（良） | 14    | 4     | 5     | 004.30（1人）   | 05着 | R1:08.1（34.1）   | -0.3 | 0池添謙一     | 54        | ロードアクア       | 490         |
| 0000.10.30 | 阪神   | スワンS             | GII  | 芝1400m（良） | 18    | 4     | 8     | 020.50（7人）   | 11着 | R1:21.2（34.6）   | -0.5 | 0団野大成     | 54        | ダノンファンタジー | 488         |
| 0000.12.18 | 中山   | ターコイズS         | GIII | 芝1600m（稍） | 16    | 8     | 15    | 038.0（13人）   | 03着 | R1:33.1（35.6）   | -0.3 | 0戸崎圭太     | 54        | ミスニューヨーク   | 486         |
| 2022.02.19 | 阪神   | 京都牝馬S           | GIII | 芝1400m（良） | 18    | 6     | 11    | 006.10（3人）   | 06着 | R1:20.5（34.1）   | -0.8 | 0福永祐一     | 54        | ロータスランド     | 494         |
| 0000.04.02 | 中山   | ダービー卿CT        | GIII | 芝1600m（良） | 16    | 3     | 5     | 013.90（8人）   | 05着 | R1:32.7（34.7）   | -0.4 | 0石橋脩       | 53        | タイムトゥヘヴン   | 484         |
| 0000.05.14 | 東京   | 京王杯SC            | GII  | 芝1400m（良） | 12    | 3     | 3     | 011.90（6人）   | 09着 | R1:20.7（33.5）   | -0.5 | 0D.レーン     | 54        | メイケイエール     | 486         |
| 0000.08.21 | 新潟   | NST賞               | OP   | ダ1200m（稍） | 15    | 7     | 12    | 008.70（5人）   | 01着 | R1:10.1（35.9）   | -0.0 | 0三浦皇成     | 53        | （ノンライセンス） | 496         |
| 0000.10.10 | 東京   | グリーンチャンネルC | L    | ダ1600m（重） | 16    | 2     | 3     | 011.10（5人）   | 02着 | R1:33.6（34.1）   | -0.1 | 0三浦皇成     | 55        | デシエルト         | 496         |
| 0000.11.12 | 東京   | 武蔵野S             | GIII | ダ1600m（良） | 16    | 6     | 11    | 006.00（2人）   | 01着 | R1:35.6（34.8）   | -0.0 | 0三浦皇成     | 54        | （レモンポップ）   | 490         |
| 2023.01.29 | 東京   | 根岸S               | GIII | ダ1400m（良） | 16    | 3     | 6     | 005.10（2人）   | 02着 | R1:22.6（35.0）   | -0.1 | 0三浦皇成     | 55        | レモンポップ       | 496         |

## 繁殖成績
|      | 馬名                   | 生年   | 性 | 毛色 | 父           | 馬主 | 厩舎 | 戦績 |
| ---- | ---------------------- | ------ | -- | ---- | ------------ | ---- | ---- | ---- |
| 初仔 | ギルデッドミラーの2024 | 2024年 | 牡 | 栗毛 | クリソベリル |      |      |      |

- 2024年9月25日現在

## 血統表
| ギルデッドミラーの血統                     | ギルデッドミラーの血統                                                      | ギルデッドミラーの血統                                                      | （血統表の出典）                                                            | （血統表の出典）  |
| 父系                                       | サンデーサイレンス系（ヘイロー系）                                          | サンデーサイレンス系（ヘイロー系）                                          | サンデーサイレンス系（ヘイロー系）                                          | [ § 2 ]           |
| 父 オルフェーヴル 2008 栗毛                | 父の父ステイゴールド 1994 黒鹿毛                                            | *サンデーサイレンス                                                         | Halo                                                                        | Halo              |
| 父 オルフェーヴル 2008 栗毛                | 父の父ステイゴールド 1994 黒鹿毛                                            | *サンデーサイレンス                                                         | Wishing Well                                                                |                   |
| 父 オルフェーヴル 2008 栗毛                | 父の父ステイゴールド 1994 黒鹿毛                                            | ゴールデンサッシュ                                                          | *ディクタス                                                                 | *ディクタス       |
| 父 オルフェーヴル 2008 栗毛                | 父の父ステイゴールド 1994 黒鹿毛                                            | ゴールデンサッシュ                                                          | ダイナサッシュ                                                              |                   |
| 父 オルフェーヴル 2008 栗毛                | 父の母オリエンタルアート 1997 栗毛                                          | メジロマックイーン                                                          | メジロティターン                                                            | メジロティターン  |
| 父 オルフェーヴル 2008 栗毛                | 父の母オリエンタルアート 1997 栗毛                                          | メジロマックイーン                                                          | メジロオーロラ                                                              |                   |
| 父 オルフェーヴル 2008 栗毛                | 父の母オリエンタルアート 1997 栗毛                                          | エレクトロアート                                                            | *ノーザンテースト                                                           | *ノーザンテースト |
| 父 オルフェーヴル 2008 栗毛                | 父の母オリエンタルアート 1997 栗毛                                          | エレクトロアート                                                            | *グランマスティーヴンス                                                     |                   |
| 母 *タイタンクイーン Titan Queen 2005 鹿毛 | 母の父Tiznow 1997 鹿毛                                                      | Cee's Tizzy                                                                 | Relaunch                                                                    | Relaunch          |
| 母 *タイタンクイーン Titan Queen 2005 鹿毛 | 母の父Tiznow 1997 鹿毛                                                      | Cee's Tizzy                                                                 | *テイズリー                                                                 |                   |
| 母 *タイタンクイーン Titan Queen 2005 鹿毛 | 母の父Tiznow 1997 鹿毛                                                      | Cee's Song                                                                  | Seattle Song                                                                | Seattle Song      |
| 母 *タイタンクイーン Titan Queen 2005 鹿毛 | 母の父Tiznow 1997 鹿毛                                                      | Cee's Song                                                                  | Lonely Dancer                                                               |                   |
| 母 *タイタンクイーン Titan Queen 2005 鹿毛 | 母の母Ensnare 1996 黒鹿毛                                                   | Seeking the Gold                                                            | Mr. Prospector                                                              | Mr. Prospector    |
| 母 *タイタンクイーン Titan Queen 2005 鹿毛 | 母の母Ensnare 1996 黒鹿毛                                                   | Seeking the Gold                                                            | Con Game                                                                    |                   |
| 母 *タイタンクイーン Titan Queen 2005 鹿毛 | 母の母Ensnare 1996 黒鹿毛                                                   | *トラップパス                                                               | Danzig                                                                      | Danzig            |
| 母 *タイタンクイーン Titan Queen 2005 鹿毛 | 母の母Ensnare 1996 黒鹿毛                                                   | *トラップパス                                                               | I Pass                                                                      |                   |
| 母系(F-No.)                                | (FN:8-h)                                                                    | (FN:8-h)                                                                    | (FN:8-h)                                                                    | [ § 3 ]           |
| 5代内の近親交配                            | ノーザンテースト 5･4=9.38%、Buckpasser 5x5=6.25%、Northern Dancer 5x5=6.25% | ノーザンテースト 5･4=9.38%、Buckpasser 5x5=6.25%、Northern Dancer 5x5=6.25% | ノーザンテースト 5･4=9.38%、Buckpasser 5x5=6.25%、Northern Dancer 5x5=6.25% | [ § 4 ]           |
| 出典                                       | 1. 2. 3. 4.                                                                 | 1. 2. 3. 4.                                                                 | 1. 2. 3. 4.                                                                 | 1. 2. 3. 4.       |

- 半兄に2018年鳴尾記念勝ち馬のストロングタイタンがいる。